# 隐囊蕨酸
隐囊蕨酸是一种有机化合物，分子式C17H18O5，属于一种二氢芪类，存在于一些隐囊蕨属（Notholaena）植物中，因而得名。在一些体外实验中有抗人類疱疹病毒一型（HSV-1）活性。